# Saint-Martin-de-Vers
Saint-Martin-de-Vers foi uma antiga comuna francesa na região administrativa de Occitânia, no departamento de Lot. Estendia-se por uma área de 9,93 km². Em 2010 a comuna tinha 122 habitantes (densidade: 12,3 hab./km²).
Em 1 de janeiro de 2017, ela foi incorporada ao território da nova comuna de Les Pechs-du-Vers.